# Anual Tucumano 2025
El Anual Tucumano 2025 fue la quincuagésima séptima edición del torneo de rugby que agrupa a los clubes de la Unión de Rugby de Tucumán.
Lawn Tennis se coronó campeón al derrotar a Tucumán Rugby por 24 a 22 en la final del torneo.

## Formato
Se jugó a una rueda todos contra todos, con clasificación a semifinales para los cuatro mejores posicionados. Las semifinales fueron entre el primero y el cuarto, y entre el segundo y el tercero, en la cancha del mejor clasificado. La final y el partido por el tercer puesto se disputó en La Caldera del Parque.

## Equipos participantes
| Club                | Ciudad                |
| ------------------- | --------------------- |
| Tucumán Rugby       | Yerba Buena           |
| Jockey Club         | Yerba Buena           |
| Universitario       | San Miguel de Tucumán |
| Lawn Tennis         | San Miguel de Tucumán |
| Natación y Gimnasia | San Miguel de Tucumán |
| Los Tarcos          | San Miguel de Tucumán |
| Cardenales          | San Miguel de Tucumán |
| Lince               | San Miguel de Tucumán |
| Huirapuca           | Concepción            |

## Tabla
| Equipos                  | Encuentros | Encuentros | Encuentros | Encuentros | Puntos |
| Equipos                  | PJ         | PG         | PE         | PP         | Puntos |
| ------------------------ | ---------- | ---------- | ---------- | ---------- | ------ |
| Tucumán Rugby Club       | 8          | 7          | 0          | 1          | 32     |
| Tucumán Lawn Tennis Club | 8          | 6          | 0          | 2          | 28     |
| Cardenales Rugby Club    | 8          | 5          | 0          | 3          | 23     |
| Club Natación y Gimnasia | 8          | 4          | 1          | 3          | 22     |
| Huirapuca                | 8          | 5          | 0          | 3          | 22     |
| Los Tarcos Rugby Club    | 8          | 4          | 0          | 4          | 20     |
| Universitario Rugby Club | 8          | 2          | 1          | 5          | 14     |
| Jockey Club de Tucumán   | 8          | 2          | 0          | 6          | 12     |
| Lince Rugby Club         | 8          | 0          | 0          | 8          | 1      |
|  | Clasificados a Semifinales. |

## Fase Final
|  | Semifinales | Semifinales         | Semifinales |             |               | Final         | Final | Final |  |
|  |             |                     |             |             |               |               |       |       |  |
|  |             |                     |             |             |               |               |       |       |  |
|  | 1           | Tucumán Rugby       | 35          |             |               |               |       |       |  |
|  | 1           | Tucumán Rugby       | 35          |             |               |               |       |       |  |
|  | 4           | Natación y Gimnasia | 18          |             |               |               |       |       |  |
|  | 4           | Natación y Gimnasia | 18          |             | Tucumán Rugby | Tucumán Rugby | 22    |       |  |
|  |             |                     |             |             | Tucumán Rugby | Tucumán Rugby | 22    |       |  |
|  |             |                     | Lawn Tennis | Lawn Tennis | 24            |               |       |       |  |
|  | 3           | Cardenales          | Lawn Tennis | Lawn Tennis | 24            | 19            |       |       |  |
|  | 3           | Cardenales          |             |             |               | 19            |       |       |  |
|  | 2           | Lawn Tennis         | 23          |             |               |               |       |       |  |
|  | 2           | Lawn Tennis         | 23          |             |               |               |       |       |  |
|  |             |                     |             |             |               |               |       |       |  |

Final
|  | Lawn Tennis | 24 - 22 | Tucumán Rugby | La Caldera del Parque, San Miguel de Tucumán |  |

| Campeón Lawn Tennis |
|                     |